# 9689 Freudenthal
9689 Freudenthal è un asteroide della fascia principale. Scoperto nel 1960, presenta un'orbita caratterizzata da un semiasse maggiore pari a 2,6077120 UA e da un'eccentricità di 0,1546315, inclinata di 13,46747° rispetto all'eclittica.